# A Sense of Wonder
A Sense of Wonder è il quindicesimo album discografico in studio del cantautore britannico Van Morrison, pubblicato nel 1985.

## Tracce
Tutti i brani sono di Van Morrison tranne dove indicato.
Side 1
1. Tore Down a la Rimbaud - 4:09
2. Ancient of Days – 3:37
3. Evening Meditation – 4:13
4. The Master's Eyes – 4:01
5. What Would I Do Without You (Ray Charles) – 5:10

Side 2
1. A Sense of Wonder – 7:09
2. Boffyflow and Spike – 3:06
3. If You Only Knew (Mose Allison) – 2:56
4. Let the Slave (Incorporating the Price of Experience) (William Blake, Adrian Mitchell, Kate Westbrook) – 5:26
5. A New Kind of Man – 3:21

## Formazione
- Van Morrison - voce, chitarra, piano, sax
- David Hayes - basso
- John Allair - organo
- Bob Doll - tromba
- Tom Donlinger - batteria
- Pee Wee Ellis - sassofono
- Pauline Lazano - cori
- Chris Michie - chitarra
- Bianca Thornston - cori
- Moving Hearts - gruppo

## Classifiche
| Anno | Classifica                          | Posizione raggiunta |
| ---- | ----------------------------------- | ------------------- |
| 1985 | Regno Unito (Official Albums Chart) | 25                  |
| 1985 | Stati Uniti (Billboard 200)         | 61                  |